# Kawasaki ZZ-R 250
Kawasaki ZZR 250 – motocykl sportowy firmy Kawasaki zaprezentowany w roku 1990. Produkcja tego motocykla bez poważniejszych zmian trwała przez 17 lat kiedy to w roku 2007 z uwagi na przepisy dotyczące ekologii firma Kawasaki zmuszona była do jej zaprzestania. Następcą modelu zz-r 250 został Ninja250R.